# Curte domnească

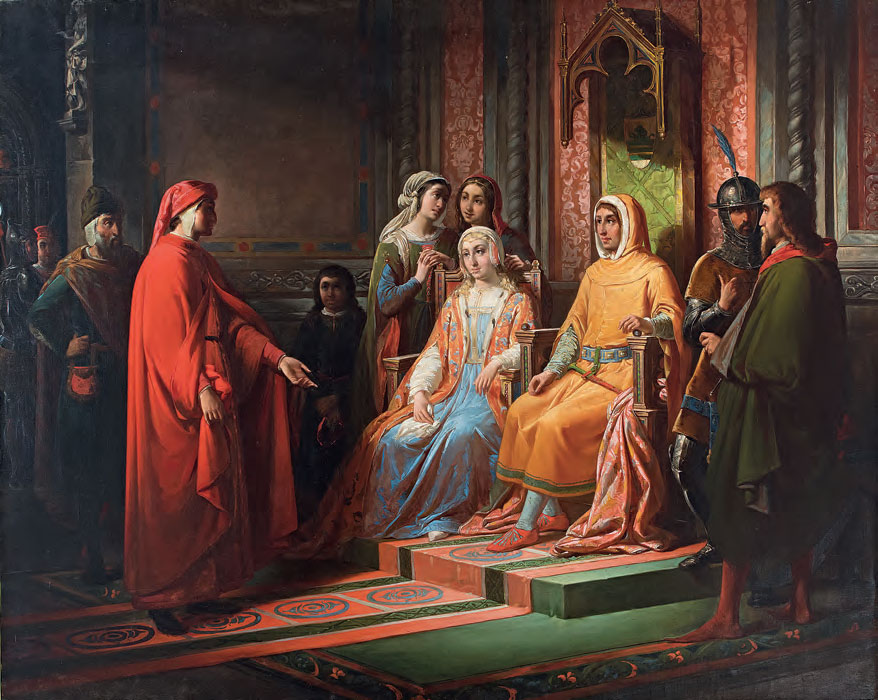
Curte princiară. Pictură de Pompeo Randi înfățișându-l pe poetul Dante Alighieri (în stânga, în roșu).

Curtea domnească este un termen multivalent, care poate desemna reședința unui suveran sau totalitatea persoanelor cu funcții înalte la palatul unui suveran (rege, împărat).

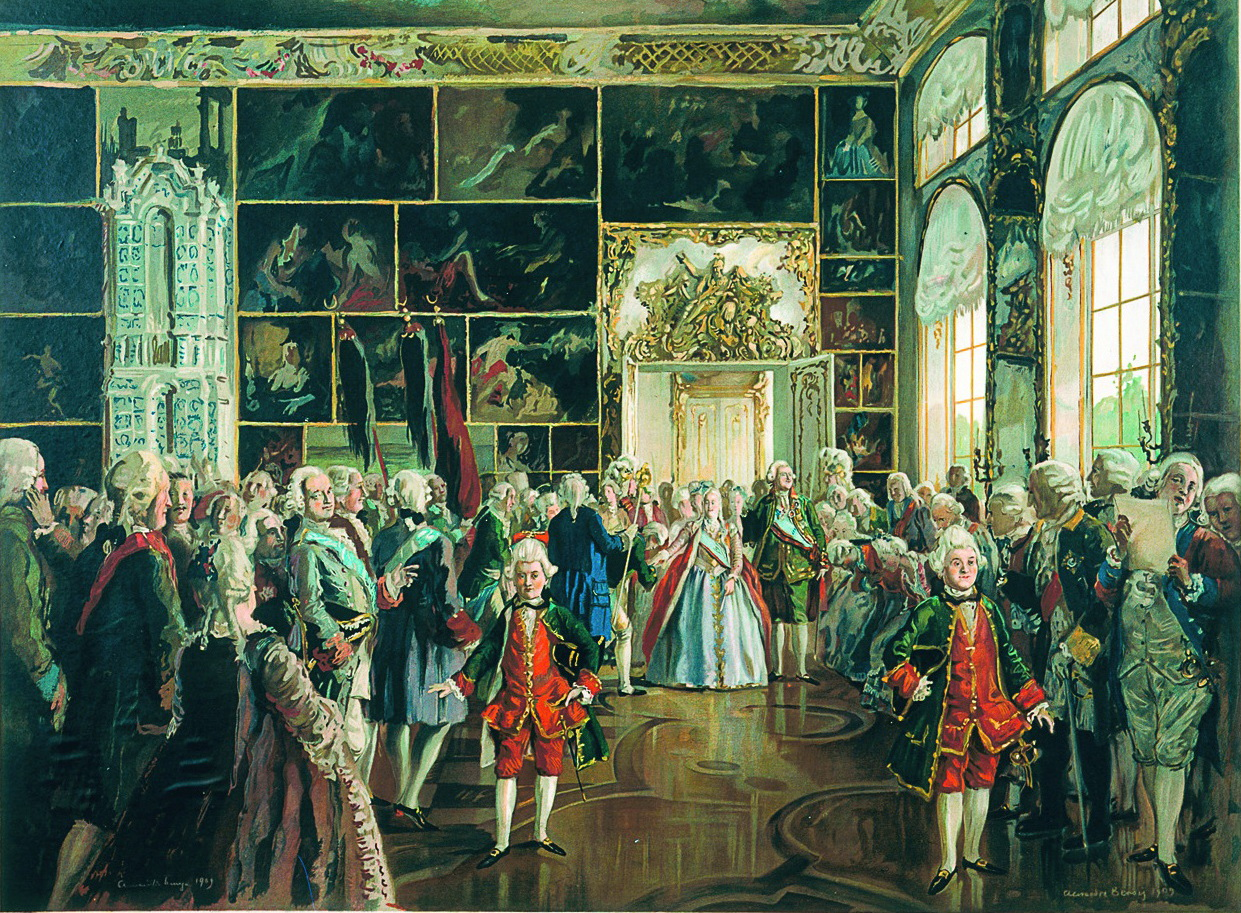
Curtea Ecaterinei a II-a (cea Mare) a Rusiei. Autor pictorul rus Alexandre Benois (1870-1960)